# ایوان تسوپا
ایوان تسوپا (اوکراینی: Іван Іванович Цюпа؛ زادهٔ ۲۵ ژوئن ۱۹۹۳) بازیکن فوتبال اهل اوکراین است.
از باشگاه‌هایی که در آن بازی کرده‌است می‌توان به باشگاه فوتبال ماریوپول اشاره کرد.